# Io, lui, lei e l'asino
Io, lui, lei e l'asino (Antoinette dans les Cévennes) è un film del 2020 diretto da Caroline Vignal.

## Trama
Antoinette è una maestra ed è l'amante di Vladimir, il papà di una sua alunna.
Dopo la fine della scuola Vladimir decide andare in vacanza con la moglie e la figlia, invece di partire con Antoinette come avevano previsto. Antoinette decide allora di recarsi in vacanza nello stesso luogo (il Parco nazionale delle Cevenne) sperando di incontrarlo "casualmente" lungo il Cammino di Stevenson.
Il viaggio da sola con l'asino diventa un'avventura ma dopo appena due giorni di cammino, Antoinette ha già raggiunto il suo scopo. Vladimir, alla vista di Antoinette, è indispettito e teme che la moglie scopra tutto. Alloggiando nella stessa locanda, i due amanti hanno un focosissimo incontro amoroso che sembra confermare la passione reciproca.
Il giorno seguente, incamminatisi assieme, la moglie di Vladimir presa in disparte Antoinette svela di sapere tutto e le rivela anche l'insaziabile appetito sessuale del marito che avrebbe avuto diverse altre amanti ma che non ha alcuna intenzione di lasciare lei. Vittima anche di un incidente con l'asino, Antoinette decide di staccarsi da Vladimir e dalla sua famiglia.
Restata indietro, non è più in grado di procedere sul Cammino e forse ha perso proprio lo slancio che l'animava. L'affetto per Patrick, l'asino che tanto l'aveva fatta faticare ma con il quale ha poi stretto un bel legame, la spinge a rincorrere lo stesso, già passato al servizio di Romain, un altro turista sul Cammino.
Il ragazzo, alle prese anche lui con la ritrosia dell'asino, è colpito dai modi gentili e dalla sensibilità di Antoinette e la invita ad accompagnarlo. Lei ci pensa un po' su e, ritornando sulla sua stessa decisione, accetta riprendendo un Cammino che ora presenta nuove prospettive.

## Distribuzione
Il film è stato distribuito nelle sale cinematografiche italiane a partire dal 10 giugno 2021.

## Riconoscimenti
- Premio César - 2021
  - Migliore attrice a Laure Calamy
  - Candidatura a miglior film
  - Candidatura a migliore attore non protagonista a Benjamin Lavernhe
  - Candidatura a migliore sceneggiatura originale a Caroline Vignal
  - Candidatura a migliore fotografia a Simon Beaufils
  - Candidatura a miglior montaggio a Annette Dutertre
  - Candidatura a migliore musica da film a Mateï Bratescot
  - Candidatura a miglior sonoro a Guillaume Valex, Fred Demolder e Jean-Paul Hurier